# Phov
Phov je malá vesnice, část obce Soběhrdy v okrese Benešov. Nachází se asi 1 km na sever od Soběhrd. V roce 2009 zde bylo evidováno 18 adres. Phov leží v katastrálním území Soběhrdy o výměře 6,64 km².

## Historie
První písemná zmínka o vesnici pochází z roku 1428.